# Cent Ans de solitude (série télévisée)
Cet article concerne la série télévisée. Pour le roman de  Gabriel García Márquez, voir Cent Ans de solitude.
Cent Ans de solitude (titre original : Cien años de soledad) est une série télévisée colombienne créée par Laura Mora Ortega et Álex García López.
Adaptée du roman éponyme de Gabriel García Márquez publié en 1967, la série comptera seize épisodes dont les huit premiers sont mis en ligne le 11 décembre 2024 sur Netflix.

## Synopsis
Après s'être mariés contre la volonté de leurs parents, les cousins José Arcadio Buendía (es) et Úrsula Iguarán (es) entreprennent un long voyage accompagnés d'amis et d'aventuriers à la recherche d'un nouveau foyer. Ils fondent un village utopique et isolé qu'ils baptisent Macondo.
Sept générations de la lignée Buendía marqueront la vie de ce village avec la crainte d'une malédiction les condamnant à cent ans de solitude.

## Distribution

### Acteurs principaux
- Marco Antonio González Ospina (VF : Olivier Bénard) : José Arcadio Buendía (es), jeune adulte
  - Diego Vásquez (VF : Maxym Anciaux) : José Arcadio Buendía
- Susana Morales Cañas (VF : Juliette Poissonnier) : Úrsula Iguarán (es), jeune adulte
  - Marleyda Soto (VF : Juliette Lamboley) : Úrsula Iguarán
- Édgar Vittorino (es) (VF : Mexianu Medenou) : José Arcadio
  - Andrius Leonardo Soto : José Arcadio, adolescent
  - Thiago Padilla : José Arcadio, enfant
- Claudio Cataño (VF : Maxime Coudour) : le colonel Aureliano Buendía
  - Santi Vásquez : Aureliano Buendía, jeune
  - Jerónimo Echeverría Monsalve : Aureliano Buendía, enfant
  - Jerónimo Barón Lyentsova : Aureliano Buendía, adolescent
- Loren Sofía Paz (VF : Sarah Brannens) : Amaranta Buendía
  - Luna Ruiz : Amaranta Buendía, enfant
- Laura Grueso aka Akima (VF : Cécile Vigne) : Rebeca Buendía
- Moreno Borja (VF : Enrique Carballido) : Melquíades (es)
- Viña Machado (VF : Marine Periat) : Pilar Ternera

### Acteurs secondaires
- Janer Villarreal (VF : Andrea Santamaria) : Arcadio Buendía
- Ruggero Pasquarelli (VF : Alessandro Gazzara) : Pietro Crespi
- Jairo Camargo (es) (VF : Gilles Bellomi) : Apolinar Moscote
- Jacqueline Arenal (es) : Leonor Moscote
- Cristal Aparicio (VF : Maryne Bertieaux) : Remedios Moscote
- Yojanna Angulo Sánchez : Santa Sofía de la Piedad
- Álvaro García (VF : Stéphane Boucher) : le père Nicanor Reyna
- Ella Becerra : Petronila
- Carlos H. Suarez (Macusero) : Aureliano Iguarán
- Fernando Bocanegra (VF : Julien Nicollet) : Catarino
- Edwin Zamorano Prado (VF : François Bureloup) : Gerineldo Márquez
- Braian V. Aburaad : Magnífico Visbal
- Salvador del Solar (VF : Nikola Krminac) : le général José Raquel Moncada
- Helber Sepúlveda Escobar : Prudencio Aguilar
- Dairis Van Grieken : Visitación
- Andris Pana : Cataure
- Laura Alonso : Matilde
- Mariam Castañeda : Isabel
- Víctor José Navarro Jiménez : Aníbal
- Édgar Durán Jr. : le chef militaire
- Óscar H. Cardona García : Alcalde
- Jesús Reyes (VF : Laurent Maurel) : le narrateur (voix)

## Production
Pour la première adaptation du roman à l'écran, le village imaginaire de Macondo a été construit de toutes pièces avec l'aide d'historiens et de musées colombiens.
La plateforme de streaming Netflix a déclaré que la société de production colombienne Dynamo portait la série latino-américaine la plus ambitieuse à ce jour.

## Accueil
La série fait l'objet de critiques globalement enthousiastes.
Courrier international considère l'adaptation du roman comme un « pari amplement réussi », tout comme El Colombiano qui salue la mise en scène d'un récit où une « douce atmosphère magique s'installe » au fil des épisodes. Bien que l'« ensemble respire un amour profond et sincère pour l'œuvre originale », le site d'information espagnol El Diario relève toutefois que « rien ne peut égaler le livre ».